# 이승기
이승기(1987년 1월 13일~현재)는 대한민국의 남성 가수, 배우다.

## 학력
- 1999년 및 2000년 서울신학초등학교 (졸업)
- 2002년 노곡중학교 (졸업)
- 2005년 상계고등학교 (졸업)
- 2009년 동국대학교 국제통상학과 (졸업)
- 2012년 동국대학교 국제통상학과 (석사 수료)
- 2012년 동국대학교 문화콘텐츠학과 (석사 수료)

## 생애
이승기는 서울에서 1남 1녀 중 첫째로 태어났다. 본관은 전주 이씨이며, 양녕대군 19대손이다.
2019년에 첫 1집 앨범 《드라마 남자친구 OST》을 발표하고 가수 활동을 시작했다. 1집 앨범 《드라마 남자친구 OST》의 대표곡 〈내 여자라니까〉로 데뷔하여 그해 시상식 신인상을 휩쓸었고, 이후 팬클럽인 아이렌(Airen)이 생겼다. 2010년 1월에는 〈사랑이 술을 가르쳐〉를 타이틀 곡으로 한 4집 리패키지 앨범을 발표하였다. 당시 출연 중이던 방송 스케줄상의 이유로 무대에서 앨범 활동은 하지 않았다. 디지털 싱글곡 〈결혼해 줄래〉,〈사랑이 술을 가르쳐〉로 골든디스크에서 두 차례 음원 부문 본상을 수상했다. 2010년, 주연으로 출연한 《내 여자친구는 구미호》의 O.S.T 중 〈정신이 나갔었나봐〉, 〈지금부터 사랑해〉 두 곡을 직접 불렀고, 2013년, 주연으로 출연한 《구가의 서》의 O.S.T 중 〈마지막 그 한 마디〉도 직접 작곡한 뒤 불러 화제가 되기도 했다. 군 입대를 앞둔 2016년 1월 21일 김도훈이 작곡한 디지털 싱글 〈나 군대 간다〉를 발매하였는데, 이 곡은 멜로디가 만들어지기 전 제목만 정해졌을 시점에 이승기의 소속사에 팔려 이승기가 부르게 되었다는 독특한 이력이 있다.
뮤직비디오를 제외한 연기자로서 첫 출연작은 MBC 일일시트콤 《논스톱 5》이다. 2004년 10월 첫 방송부터 2005년 7월 193회 방송까지 출연했고 본인의 2집 앨범 작업 준비를 이유로 하차했다. 이어 2006년에는 KBS2 주말드라마 《소문난 칠공주》에 출연하여 극 중 ‘황태자’ 역을 맡아 첫 정극 연기를 보였다. 《소문난 칠공주》 이후 약 3년 만인 2009년 SBS 《찬란한 유산》에서 첫 주연을 맡아 주인공 ‘선우환’ 역을 연기했다. 《찬란한 유산》은 2009년 방영된 드라마 중 47.3% (AGB닐슨미디어리서치 기준) 가장 높은 최고시청률을 기록한 작품이며 일본 동 시간대 1위 시청률을 기록하기도 했다. 극 중 선우환 역을 연기하며 SBS 연기대상 우수연기상, 백상예술대상 TV부문 남자 특별 인기상 등을 수상했다. 이듬해인 2010년에는 SBS 로맨틱코미디 드라마 《내 여자친구는 구미호》에서 신민아와 함께 연기를 했으며, 2010년 SBS 연기대상 우수 연기상을 수상했다. 그 후 2013년에는 MBC 월화미니시리즈 《구가의서》에서 남자 주인공 ‘최강치’ 역을 맡아 연기했으며, MBC 연기대상 미니시리즈 부문 남자 특별 최우수상을 받았다.
앨범 활동과 함께 《X맨》, 《여걸 6》 등의 예능 프로그램에 특별 고정게스트로 출연하면서 방송 활동을 계속 해왔다. 2007년 11월 3집 리패키지 앨범 《아직 못 다한 이야기》로 활동하던 시기에 KBS2 예능프로그램 《해피선데이》의 코너 《1박 2일 시즌1》에 섭외를 받아 21세의 나이로 첫 출연하게 되었고, 이후 프로그램의 고정 출연자가 되어 자신의 20대 절반을 1박 2일과 함께 했다. 시즌1 당시 주요 별명은 허당과 황제였다.
2009년부터 SBS 예능토크쇼 《강심장》을 진행했으며 2010 SBS 연예대상에서 역대 최연소로 연예대상 후보에 오르기도 했다. 2010년 이승기는 《강심장》과 《1박 2일》에서의 진행으로 SBS와 KBS 연예대상에서 동시에 최우수상을 수상했다. 또한 2011년에는 KBS 연예대상에서 《1박 2일》 팀과 함께 연예대상을 공동으로 수상하였으며, SBS 연예대상에서 최우수상을 2년 연속 수상했다. 이후 2017년부터 SBS 예능 《집사부일체》에서 활약하며 2018년 연예대상을 단독으로 수상하였다.
2012년 6월, 이승기는 일본 뮤직계에 자신 5집 앨범에 수록된 '친구잖아+연애시대'을 일본어 버전으로 일본에서 재데뷔하여 많은 일본인 여성들에게 큰 지지를 얻었고, 그 지지를 바탕으로 일본 부도칸 콘서트를 성황리에 마무리하였다. 6집 앨범 《그리고...》를 포함해 총 여섯 장의 정규 음반을 발표하고 《찬란한 유산》, 《내 여자친구는 구미호》, 《더킹투하츠》등 다수의 프로그램에 많이 출연하였으며 다양한 분야에서 활동하고 있다. 한편 광고 모델로도 활동하며 2009년과 2010년에 한국 광고주협회 시상식이 시작된 이래 최초로 2년 연속 ‘광고주가 뽑은 올해의 모델’로 선정되기도 했다.
2016년 2월 1일 논산 육군훈련소에 육군 현역병으로 입대했다. 2016년 3월 14일에 논산 육군훈련소에서 5주간 훈련을 수료하였고, 이승기는 군 입대전 정보 병과로 지원했기 때문에 수료식 이후 육군 특수전사령부 13공수특전여단 흑표부대 정보행정병으로 자대 배치되어 군 복무를 했다.
2017년 10월 31일에 만기 전역하였다.

## 음악
2004년 1집《나방의 꿈》이후 현재까지 계속 음반을 발매하며 음악 활동을 하고 있다.

### 음반 목록
- 2004년 1집 《나방의 꿈》
- 2006년 2집 《Crazy For You》
- 2007년 3집 《이별이야기》
- 2009년 4집 《Shadow》
- 2011년 5집 《Tonight》
- 2012년 5.5집 미니 앨범 《숲》
- 2015년 6집 《그리고...》
- 2016년 EP 《나 군대 간다》
- 2016년 EP 《그런 사람》
- 2020년 EP 《Gonna Be All Right 》
- 2020년 7집 《The Project》

## 드라마
| 연도            | 방송사 | 제목                     | 역할            | 날짜                               | 비고      |
| --------------- | ------ | ------------------------ | --------------- | ---------------------------------- | --------- |
| 2004년 ~ 2005년 | MBC    | 《논스톱5》              | 이승기          | 2004년 10월 4일 ~ 2005년 7월 11일  |           |
| 2006년          | KBS2   | 《소문난 칠공주》        | 황태자          | 2006년 4월 1일 ~ 2006년 12월 31일  |           |
| 2009년          | SBS    | 《찬란한 유산》          | 선우환          | 2009년 4월 25일 ~ 2009년 7월 26일  |           |
| 2010년          | SBS    | 《내 여자친구는 구미호》 | 차대웅          | 2010년 8월 11일 ~ 2010년 9월 30일  |           |
| 2011년          | MBC    | 《최고의 사랑》          | 이승기          | 2011년 6월 1일                     | 특별 출연 |
| 2012년          | MBC    | 《더킹 투하츠》          | 이재하          | 2012년 3월 21일 ~ 2012년 5월 24일  |           |
| 2013년          | MBC    | 《구가의 서》            | 최강치          | 2013년 4월 8일 ~ 2013년 6월 25일   |           |
| 2014년          | SBS    | 《너희들은 포위됐다》    | 은대구 / 김지용 | 2014년 5월 7일 ~ 2014년 7월 17일   |           |
| 2015년          | KBS2   | 《프로듀사》             | 이승기          | 2015년 5월 30일                    | 특별 출연 |
| 2017년 ~ 2018년 | tvN    | 《화유기》               | 손오공          | 2017년 12월 23일 ~ 2018년 3월 4일  |           |
| 2019년          | SBS    | 《배가본드》             | 차달건          | 2019년 9월 20일 ~ 2019년 11월 23일 |           |
| 2021년          | tvN    | 《마우스》               | 정바름 / 정재훈 | 2021년 3월 3일 ~ 2021년 5월 19일   |           |
| 2022년          | KBS2   | 《법대로 사랑하라》      | 김정호          | 2022년 9월 5일 ~ 2022년 10월 25일  |           |

## 영화
| 연도             | 제목            | 역할   | 비고 |
| ---------------- | --------------- | ------ | ---- |
| 2015년 1월 13일  | 《오늘의 연애》 | 강준수 |      |
| 2018년 2월 28일  | 《궁합》        | 서도윤 |      |
| 2024년 12월 11일 | 《대가족》      | 함문석 |      |

## 예능
| 연도        | 방송사   | 제목                           | 역할               | 날짜                     | 비고          |
| ----------- | -------- | ------------------------------ | ------------------ | ------------------------ | ------------- |
| 2004 ~ 2006 | SBS      | 《일요일이 좋다-X맨[27, 64기》 | 고정 멤버          | 2004. 7 ~ 2006. 7        |               |
| 2007 ~ 2012 | KBS2     | 《1박 2일》                    | 고정 멤버          | 2007.11.11 ~ 2012.2.26   |               |
| 2009 ~ 2012 | SBS      | 《강심장》                     | MC                 | 2009.10.06 ~ 2012. 04.03 |               |
| 2013        | tvN      | 《꽃보다 누나》                | 고정 멤버          | 2013.11.29 ~ 2014.01.17  |               |
| 2015        | tvN      | 《신서유기》                   | 고정 멤버          | 2015.09.04 ~ 2015.10.02  |               |
| 2017 ~ 2022 | SBS      | 《집사부일체》                 | 고정 멤버 (MC)     | 2017.12.31 ~ 2022.09.18  |               |
| 2018        | Mnet     | 《프로듀스48》                 | MC                 | 2018.06.15 ~ 2018.08.31  |               |
| 2019        | SBS      | 리틀 포레스트 (예능 프로그램)  | 고정 멤버          | 2019.08.12 ~ 2019.10.07  |               |
| 2019        | 넷플릭스 | 《범인은 바로 너》 2           | 고정 멤버          | 2019.11.08 ~ 2019.11.08  |               |
| 2020        | tvN      | 《금요일 금요일 밤에》         | 고정 멤버          | 2020.01.10 ~ 2020.03.27  |               |
| 2020        | 넷플릭스 | 《투게더》                     | 고정 멤버          | 2020.06.26 ~ 2020.06.26  |               |
| 2020        | tvN      | 《서울촌놈》                   | 차태현과 공동 MC   | 2020.07.12 ~ 2020.09.20  |               |
| 2020        | JTBC     | 《싱어게인》                   | MC                 | 2020.11.16 ~ 2021.02.08  |               |
| 2021        | 넷플릭스 | 《범인은 바로 너》 3           | 고정 멤버          | 2021.01.22 ~ 2021.01.22  |               |
| 2021        | SBS      | 《편먹고 공치리》              | 고정 멤버          | 2021.07.16 ~ 2022.07.02  | 시즌 1~3 출연 |
| 2021        | SBS      | LOUD: 라우드                   | 슈퍼 에이전트 (MC) | 2021.07.31 ~ 2021.09.11  | 9회부터 출연  |
| 2021        | 넷플릭스 | 《신세계로부터》               | 고정 멤버          | 2021.11.20 ~ 2021.12.11  |               |
| 2021        | JTBC     | 《싱어게인2》                  | MC                 | 2021.12.06 ~ 2022.02.28  |               |
| 2022        | SBS      | 《써클하우스》                 | MC                 | 2022.02.24 ~ 2022.04.28  |               |
| 2023        | JTBC     | 《피크타임》                   | MC                 | 2023.02.15 ~ 2023.04.19  |               |
| 2023        | TV조선   | 《형제라면》                   | 출연               | 2023.05.22 ~ 2023.07.17  |               |
| 2023        | SBS      | 《강심장 리그》                | MC                 | 2023.05.23 ~ 2023.08.15  |               |
| 2023        | 티빙     | 《브로 앤 마블》               | 뱅커               | 2023.07.21 ~ 2023.08.25  |               |
| 2023        | JTBC     | 《싱어게인3》                  | MC                 | 2023.10.26 ~ 2024.01.18  |               |
| 2024        | JTBC     | 《유명가수와 길거리 심사단》   | MC                 | 2024.03.06 ~ 2024.05.15  |               |
| 2024        | TV조선   | 《생존왕》                     | 출연               | 2024.10.07 ~             |               |
| 2024        | 아이치이 | 《Starlight Boys》             | 가이더             | 2024.10.26 ~             |               |

## 라디오
| 연도 | 방송사     | 제목                           | 역할    | 비고                                         |
| ---- | ---------- | ------------------------------ | ------- | -------------------------------------------- |
|      | MBC 표준FM | 《별이 빛나는 밤에》           | 일일 DJ |                                              |
|      | MBC FM4U   | 《친한친구》                   | 일일 DJ |                                              |
| 2015 | SBS 파워FM | 《김영철의 펀펀투데이》        | 게스트  |                                              |
| 2019 | SBS 파워FM | 《최화정의 파워타임》          | 게스트  | 리틀포레스트 홍보 (08.12)                    |
| 2021 | SBS 파워FM | 《두시탈출 컬투쇼》            | 게스트  | 마우스 홍보 (03.03)                          |
| 2022 | KBS 쿨FM   | 《이기광의 가요광장》          | 게스트  | 법대로 사랑하라 홍보 (09.05)                 |
| 2024 | MBC FM4U   | 《정오의 희망곡 김신영입니다》 | 게스트  | 20주년 기념 앨범 및 영화 대가족 홍보 (12.04) |
| 2024 | SBS 파워FM | 《두시탈출 컬투쇼》            | 게스트  | 영화 대가족 홍보 (12.10)                     |
| 2024 | SBS 파워FM | 《김영철의 파워FM》            | 게스트  | 영화 대가족 홍보 (12.12)                     |

## 광고(CF)
| 연도                    | 기업명                | 브랜드명 (종류)                                   | 품목                | 공동출연                             |
| ----------------------- | --------------------- | ------------------------------------------------- | ------------------- | ------------------------------------ |
| 2004                    | (주)지오다노          | 지오다노                                          | 의류                |                                      |
| 2005                    | 해태제과식품          | 오사쯔                                            | 제과                | 박민지                               |
| 2006                    | 크라운제과            | 크라운베이커리                                    | 베이커리 프랜차이즈 |                                      |
| 2008                    | (주)서울우유협동조합  | 서울우유                                          | 유제품              |                                      |
| 2008                    | (주)페리카나          | 페리카나 치킨                                     | 치킨 프랜차이즈     |                                      |
| 2008 ~ 2009             | 농심                  | 둥지냉면                                          | 식품                | 신구(2008) 이혜숙, 이수근(2009)      |
| 2008 ~ 2009             | (주)헨어스            | 에드윈                                            | 의류                |                                      |
| 2009                    | (주)홈플러스테스코    | 홈플러스                                          | 대형마트            |                                      |
| 2009                    | 하이트진로            | 맥스(Max)                                         | 주류                | 김선아                               |
| 2009                    | 웅진식품              | 하늘보리                                          | 음료                |                                      |
| 2009 ~ 2012             | 삼성전자              | 삼성 지펠아삭 김치냉장고                          | 가전                | 윤은혜(2009) 차승원(2011) 싸이(2012) |
| 2009 ~ 2022             | KB 금융그룹           | KB 국민은행, KB 희망캠페인, KB국민은행 ONE 컬렉션 | 금융                | 김연아                               |
| 2010                    | KB 국민카드           | KB 굿데이 카드                                    | 금융                |                                      |
| 2010 ~ 2011             | KB 국민카드           | KB 디씨샵 스타샵                                  | 금융                |                                      |
| 2010 ~ 2011             | KB 국민카드           | KB 락스타                                         | 금융                |                                      |
| 2010 ~ 2012             | KB 국민카드           | KB 와이즈홈카드                                   | 금융                |                                      |
| 2010 ~ 2012             | 삼성전자              | 삼성 지펠 냉장고                                  | 가전                |                                      |
| 2010 ~ 2012             | 해태htb               | 강원 평창수                                       | 생수                | 강소라                               |
| 2010 ~ 2012             | 대상그룹              | 청정원                                            | 식품                |                                      |
| 2010 ~ 2012             | 대상그룹              | 청정원 카레여왕                                   | 식품                |                                      |
| 2010 ~ 2012             | 코오롱인더스트리(주)  | 코오롱 스포츠                                     | 아웃도어            | 이민정                               |
| 2010 ~ 2012             | 다논코리아            | 액티비아                                          | 유제품              |                                      |
| 2010 ~ 2012             | 한국화장품            | 더 샘(The Saem)                                   | 화장품              |                                      |
| 2010 ~ 2012             | 광동제약              | 썬키스트 훼미리 쥬스                              | 음료                |                                      |
| 2010 ~ 2012             | 복권위원회            | 복권공익광고                                      | 공익광고            |                                      |
| 2010 ~ 2012             | 삼성물산              | 후부(FUBU)                                        | 의류                |                                      |
| 2010 ~ 2014             | LG생활건강            | 페리오 46cm, 페리오 토탈 7 치약                   | 덴탈케어            | 허안나(2011) 김준현(2012)            |
| 2010 ~ 2014             | (주)한국피자헛        | 피자헛                                            | 피자 프랜차이즈     |                                      |
| 2010 ~ 2013             | (주)세정              | 헤리토리(HERITORY)                                | 의류                | 정유미(2012~2013)                    |
| 2013                    | 한우자조금관리위원회  | 한우자조금                                        | 식품                |                                      |
| 2013                    | (주)위메프            | 위메이크프라이스(WEmakePRICE)                     | 소셜커머스앱        | 이서진                               |
| 2013 ~ 2014             | 동아제약              | 베로카                                            | 건강기능식품        |                                      |
| 2013 ~ 2014             | CJ오쇼핑              | 퍼스트룩 아웃도어                                 | 아웃도어            |                                      |
| 2013 ~ 2014             | 오리온                | 마켓오 리얼 브라우니, 치즈칩                      | 제과                |                                      |
| 2013 ~ 2014 2018 ~ 2019 | 쿠쿠전자(주)          | 쿠쿠 전기 밥솥                                    | 가전                |                                      |
| 2014                    | 헬로모바일            | 헬로모바일 CJ알뜰폰                               | 통신사              |                                      |
| 2014                    | 한국먼디파마(유)      | 메디폼                                            | 습윤밴드            |                                      |
| 2014 ~ 2015 2018 ~ 2019 | 쿠쿠전자(주)          | 쿠쿠 정수기                                       | 가전                |                                      |
| 2014 ~ 2015 2018 ~ 2019 | 쿠쿠전자(주)          | 쿠쿠 전기레인지                                   | 가전                |                                      |
| 2014 ~ 2015 2018 ~ 2019 | 쿠쿠전자(주)          | 쿠쿠 공기청정제습기                               | 가전                |                                      |
| 2015                    | 씨앤브이인터내셔널    | 말리커피                                          | 카페 프랜차이즈     |                                      |
| 2016                    | KB 국민카드           | KB 나라사랑카드                                   | 금융                |                                      |
| 2017 ~ 2018             | 일동후디스            | 노블                                              | 커피                | 양혜지 (2018)                        |
| 2017 ~ 2020             | (주)리더스코스메틱    | 리더스코스메틱                                    | 화장품              | 양세종                               |
| 2017 ~ 2020             | (주)위버스마인드      | 뇌새김 영어                                       | 스마트러닝          |                                      |
| 2018                    | 제주도개발공사        | 제주 삼다수                                       | 생수                |                                      |
| 2018                    | 메르세데스벤츠 코리아 | 벤츠 GLC 350e                                     | 자동차              |                                      |
| 2018 ~ 2019             | (주)블랙야크          | 블랙야크                                          | 아웃도어            |                                      |
| 2019                    | KB 증권               | 글로벌원마켓(Global One Market)                   | 금융                |                                      |
| 2019                    | 틱톡                  | TikTok                                            | 영상 편집 프로그램  |                                      |
| 2019 ~ 2020             | 공차코리아            | 공차                                              | 카페 프랜차이즈     |                                      |
| 2020                    | KB 손해보험           | 세상을 바꾸는 보험                                | 금융                |                                      |
| 2021                    | LS네트웍스            | 프로스펙스                                        | 의류                |                                      |
| 2021                    | 롯데칠성음료          | 아이시스 8.0                                      | 생수                |                                      |
| 2021                    | (주)교원에듀          | 아이캔두(AiCANDO)                                 | 스마트러닝          |                                      |
| 2021 ~ 2022             | (주)유한건강생활      | 뉴오리진                                          | 건강기능식품        |                                      |
| 2021 ~ 2023             | (주)세인홈시스        | 싱크리더                                          | 가전                |                                      |
| 2022 ~ 2023             | (주)파크랜드          | 파크랜드                                          | 의류                |                                      |
| 2023                    | (주)프랭크 F&B        | 먼투썬피자                                        | 피자 프랜차이즈     |                                      |
| 2023                    | (주)프랭크 F&B        | 프랭크버거                                        | 식품                |                                      |

## 홍보대사
| 연도   | 활동명(홍보대사·사회활동)                                                  |
| ------ | -------------------------------------------------------------------------- |
| 2009년 | - 아침밥 먹기 캠페인 홍보대사 - 콘팅(Conting) 홍보대사                     |
| 2010년 | - 기획재정부 복권위원회 홍보대사 및 행복공감봉사단 3기 봉사단장            |
| 2011년 | - 기획재정부 복권위원회 홍보대사 및 행복공감봉사단 4기 봉사단장            |
| 2012년 | - 2012년 중앙선거관리위원회 제 18대 대선 공명선거 온라인 홍보(대사) 연예인 |
| 2013년 | - 한우지킴이 홍보대사                                                      |
| 2021년 | - 브라이틀링 엠버서더                                                      |
| 2022년 | - 국세청 홍보대사 - 공예트렌드페어 홍보대사                                |
| 2023년 | - KAIST 뉴욕캠퍼스 홍보대사 - 대한적십자사 기후위기 복원력 홍보대사        |